# Xystrocera dispar
Xystrocera dispar är en skalbaggsart som beskrevs av Olof Immanuel von Fåhraeus 1872. Xystrocera dispar ingår i släktet Xystrocera och familjen långhorningar.
Artens utbredningsområde är:
- Angola.
- Benin.
- Djibouti.
- Senegal.

Inga underarter finns listade i Catalogue of Life.

## Bildgalleri

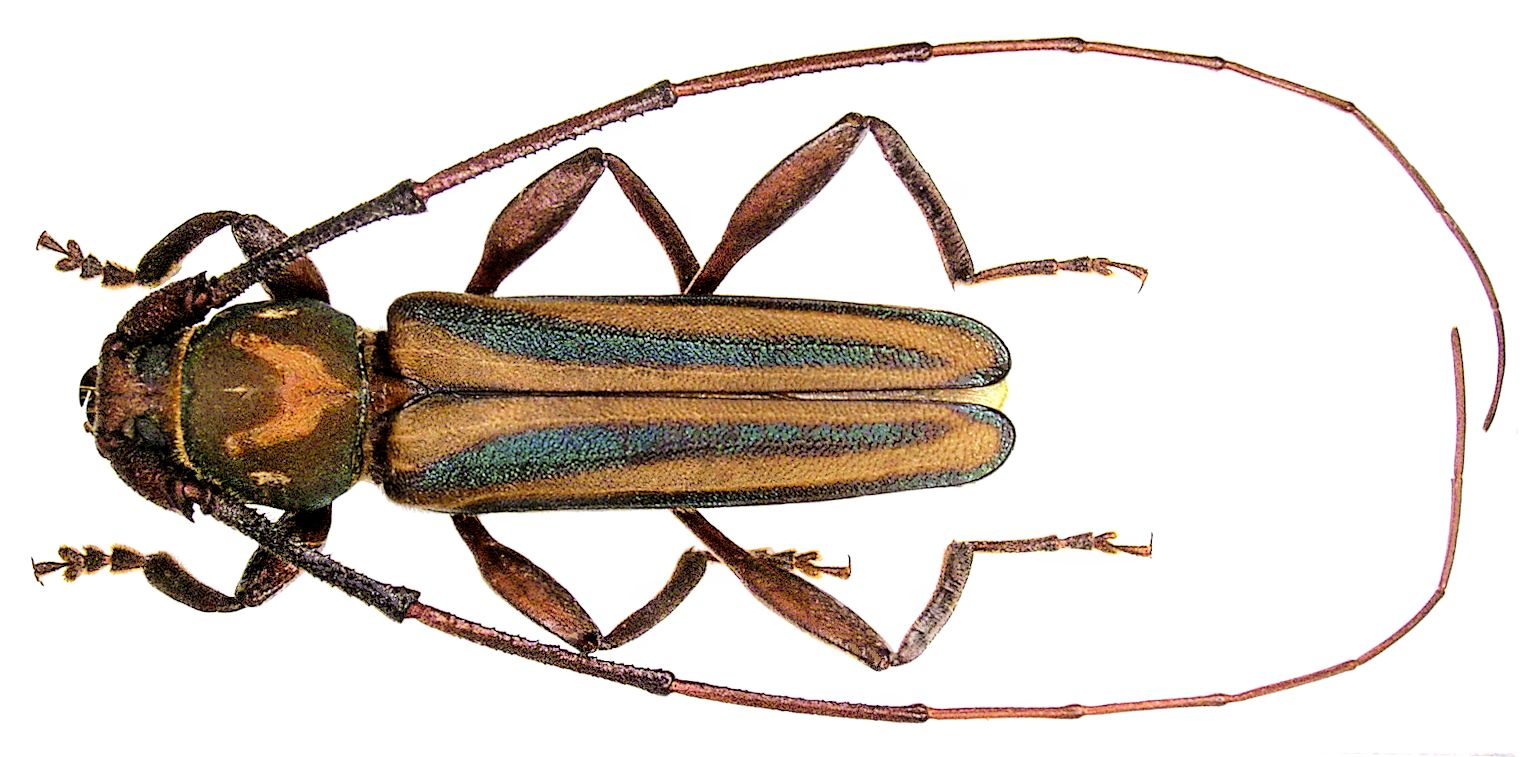